# Slag bij Iuka
De Slag bij Iuka vond plaats op 19 september 1862 in Iuka, Mississippi tijdens de Amerikaanse Burgeroorlog. De Noordelijke generaal-majoor William S. Rosecrans hield de opmars van het Zuidelijke leger onder leiding van generaal-majoor Sterling Price tegen.

## Achtergrond
In september 1862 verplaatste de Zuidelijke generaal Braxton Bragg zijn leger in noordelijke richting vanuit Tennessee naar Kentucky. De Noordelijke generaal-majoor Don Carlos Buell zette de achtervolging in met zijn Army of the Ohio. De Zuidelijken moesten voorkomen dat het Army of the Tennessee onder leiding van generaal-majoor Ulysses S. Grant versterking zou krijgen. Sinds het Beleg van Corinth had Grants leger de bevoorradingslijnen beveiligd tussen het westen van Tennessee en het noorden van Mississippi.
Op 13 september verplaatste de Zuidelijke generaal-majoor Sterling Price zijn Army of the West van Tupelo in Mississippi naar Iuka, Mississippi. Dit stadje is gelegen op ongeveer 35 km ten oosten van Corinth. Het was het meest oostelijk depot dat Grant had uitgebouwd langs de Memphis- en Charleston-spoorweg. De Zuidelijke cavalerie vocht schermutselingen uit met Noordelijke voorposten rond Iuka. In de vroege ochtend van de 14de september zette kolonel Robert C. Murphy de voorraden in het depot in brand en trok zijn 2.000 man sterk garnizoen terug naar Corinth. De Zuidelijken slaagden er nog in om een deel van de voorraden te redden van de vlammen. Murphy werd voor de krijgsraad gebracht door Grant.

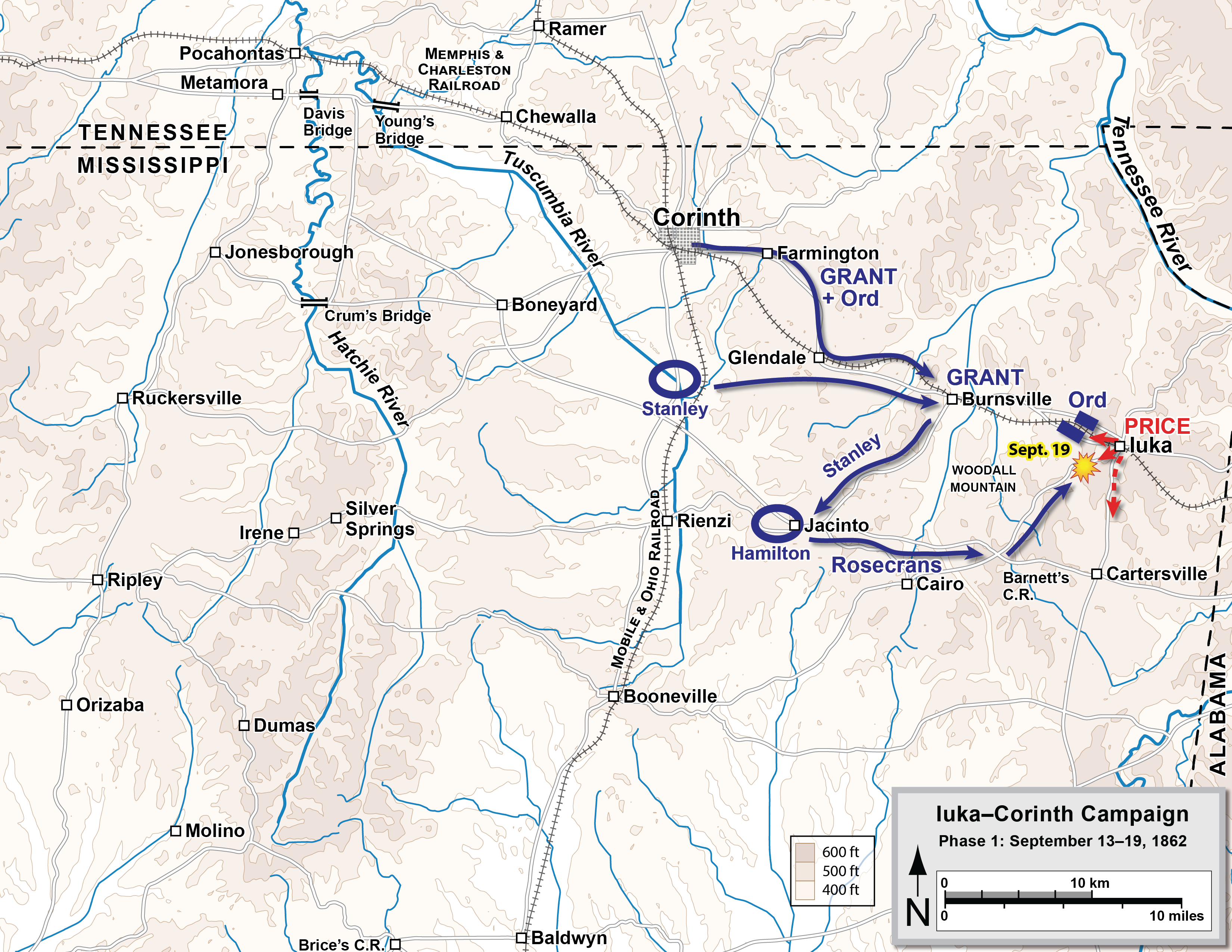
Begin van de operaties tussen Iuke en Corinth Campaign

Prices leger nam bezit van Iuka en wachtte de komst af van generaal-majoor Earl Van Dorns Army of West Tennessee dat ongeveer 7.000 man sterk was. De twee bevelhebbers waren van plan om hun legers samen te voegen om de communicatielijnen van Grant aan te vallen in westelijk Tennessee. Hierdoor zou Buell de verwachte versterkingen moeten missen.
Grant wachtte een aanval niet af en stuurde twee colonnes eropuit om de samenvoeging van Price en Van Dorn te voorkomen. Enerzijds stuurde hij generaal-majoor Edward Ord met drie divisies van de Army of Tennessee (ongeveer 8.000 soldaten) langs de Memphis and Charleston Railroad om via Burnsvile de wegen ten noorden van de spoorweg in te nemen en Iuka vanuit het noordwesten te benaderen. Anderzijds stuurde hij het Army of the Mississippi, onder leiding van generaal-majoor William S. Rosecrans langs de Mobile and Ohio Spoorweg om met 9.000 soldaten Iuka vanuit het zuidwesten te benaderen. Zo kon Prices leger geïsoleerd worden en rest van het leger tegen eventuele aanvallen van Van Dorn beschermen. Sinds het vertrek van generaal-majoor Henry W. Halleck naar de oostelijke slagvelden was Grant de bevelhebber van het District of West Tennessee. Dit gaf hem de mogelijkheid om Rosecrans’ leger te controleren die binnen de grenzen van dit district opereerde. Het complexe plan was die van Rosecrans. Hij was voordien in Iuka gestationeerd en kende het gebied zeer goed. Grant verplaatste zich samen met Ords staf en had weinig tactische controle over Rosecrans tijdens de slagen.

## Samenstelling van de legers
Het Zuidelijke leger van Price bij Iuka telde 3.179 soldaten en was ingedeeld als volgt:
- De divisie van brigadegeneraal Lewis Henry Little met de brigades van kolonel Elijah Gates en John D. Martin en brigadegeneraal Louis Hébert en Martin E. Green.
- De cavaleriebrigade van brigadegeneraal Frank C. Armstrong.

Het Noordelijke leger van Rosecrans was ongeveer 4.500 man sterk en bestond uit:
- De divisie van brigadegeneraal David S. Stanley waaronder de brigades van kolonel John W. Fuller en Joseph A. Mower.
- De divisie van brigadegeneraal Charles S. Hamilton met de brigades van kolonel John B. Sanborn en brigadegeneraal Jeremiah C. Sullivan.
- De cavalerie divisie van kolonel John K. Mizner.

De twee divisies van Edward Ord namen niet deel in de slag bij Iuka.

## De slag

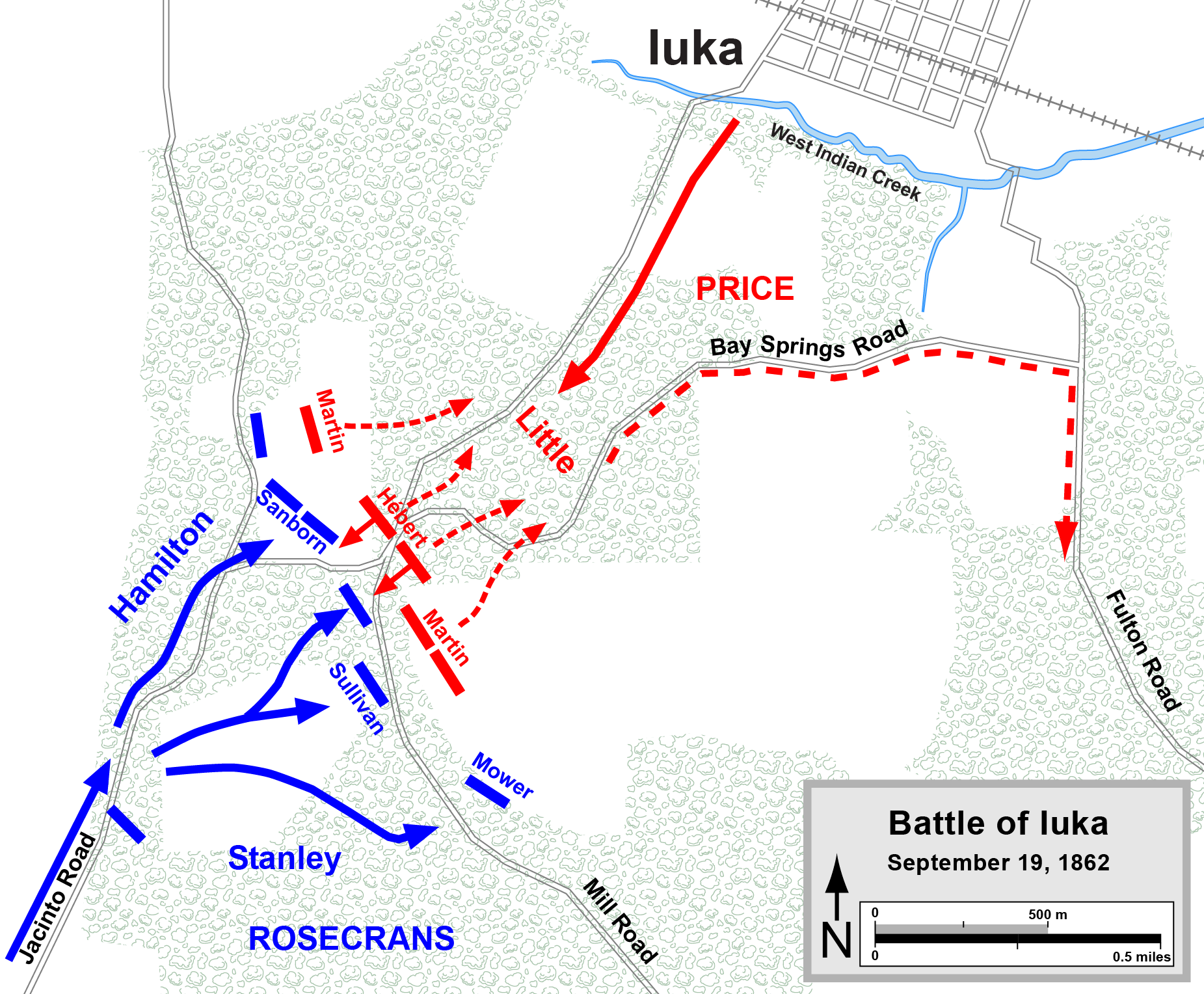
Slag bij Iuka

Ord arriveerde bij Iuka in de nacht van 18 september. Er vond een schermutseling plaats met zijn verkenners en een voorpost van de Zuidelijken op ongeveer 10 km van Iuka. Rosecrans had vertraging opgelopen. De wegen waren modderpoelen en een van zijn divisies nam de verkeerde afslag voordat ze weer de juiste weg gevonden had. Ord eiste de overgave van de Zuidelijken, maar Price weigerde dit. Hij had berichten ontvangen van Van Dorn om hun beider legers samen te voegen bij Rienzi om de Noordelijken in dit gebied aan te vallen. Price liet zijn soldaten zich klaarmaken om de volgende dag te vertrekken. Op 19 september zette Rosecrans de opmars verder. In plaats van twee wegen te gebruiken zoals aangegeven in de orders had hij enkel de Jacinto Road gebruikt. Grant hield rekening met de mogelijkheid dat Rosecrans er niet zou geraken op de 19de september. Daarom gaf hij het bevel aan Ord om te wachten met de aanval totdat Rosecrans gearriveerd was.
Op 19 september was Rosecrans tot op 3 km van Iuka genaderd. Hij verjoeg de Zuidelijke voorposten met zijn voorhoede. Om 16.30u werd hij op de Mill Road aangevallen door Littles divisie dicht bij het kruispunt naar Fulton. Hamilton stelde zijn eenheden zo goed mogelijk op met zijn artillerie op het enige stukje grond die geschikt was voor kanonnen. Kolonel Mizner nam de rechterflank voor zijn rekening met een bataljon van de 3rd Michigan Cavalry. De 10th Iowa Infantry een sectie van de 11th Ohio Artillery namen hun posities in op de linkerflank.
Hébérts brigade (vijf infanterie-regimenten en cavalerie) viel om 17.15u de Ohio-batterij aan. En hoewel ze de volle laag kregen van de volledige Noordelijke slaglinie op een afstand van 100m slaagden de Zuidelijken er toch in om de batterij te bereiken voor ze tot tweemaal toe verjaagd werden. Bij de derde poging werden de kanonniers weggejaagd waardoor de 48th Indiana zich moest terugtrekken richting de stellingen van de 4th Minnesota. De 11th Ohio verloor 46 van de 54 kanonniers en drie van de vier officieren. Hoewel de Zuidelijken alle kanonnen veroverden, slaagden ze er niet de kanonnen mee te nemen omdat alle paarden gedood waren in de gevechten. Nu werd Stanleys divisie in stelling gebracht. De 11th Missouri werd naar de rechterflank gestuurd en werden opgesteld net achter de 5th Iowa. Ze sloegen twee aanvallen af van de Mississippi-brigades. De gevechten duurden tot het invallen van de duisternis. Grant werd pas op de hoogte gebracht toen de gevechten reeds gedaan waren.
Tijdens de nacht stelden Rosecrans en Ord hun troepen op om de strijd de volgende ochtend voort te zetten. De Zuidelijken trokken zich echter terug. Stanley verdreef na een bombardement de laatste achterblijvers. De achtervolging werd snel gestaakt toen de Zuidelijken zijn uitgeputte soldaten ver achter zich lieten.

## Gevolgen
De Noordelijken hadden 144 doden, 598 gewonden en 40 vermisten of gevangenen verloren. De Zuidelijken verloren 263 doden, 692 gewonden en 561 soldaten werden als vermist of gevangen opgegeven. De hoogste Zuidelijke officier die viel was generaal Little die een kogel in zijn oog kreeg toen hij naast Price stond. De Noordelijken vonden 1.629 geweren en 13.000 kogels in de opslagplaatsen.
Na de gevechten van de 19de september was Price vastbesloten om de vijand de volgende dag aan te vallen. Zijn officieren overtuigden hem er echter van om richting Van Dorn te marcheren en de legers samen te voegen. Prices leger evacueerde Iuka via de Fulton Road. Hij formeerde een sterke achterhoede om zijn leger te beschermen. Rosecrans’ leger bezette Iuka. Op 20 september werd een achtervolging, tot Grants ongenoegen, al snel opgegeven. De Zuidelijken vonden aansluiting bij Van Dorns leger, wat zou leiden tot de Tweede Slag bij Corinth in oktober.